# 吳玉祿
吳玉祿（1962年—），本是中華人民共和國北京市通州區的農民，後因用廢品製造機器人而出名，被譽爲「平民愛迪生」。
吳玉祿僅有小學文化程度。他在17歲時造出了第一個機器人「吳老大」，並在之後的幾十年裏持續製造機器人。2002年，吳玉祿憑他的機器人「吳老五」獲得了當年舉辦的「全國農民科技之星大獎賽」的冠軍，從此獲得了媒體關注。截至2013年，他已製造了62個機器人。

## 早年經歷
1968年，吳玉祿出生於北京通州區。他在家裏排行第五，是最小的兒子。上小學時，他就有收集街上廢品的興趣。然而，他對學校學習並不感興趣，因而小學畢業後就中止了學習。因他不幹農活，而且喜歡搗鼓他撿到的廢品，因而被村民評價爲「敗家子」。13歲時，他設計出了一臺在村裏大受歡迎的「玉米自動脫殼機」。後來，他成爲了一家民營企業的電工。

## 機器人製造
1978年，吳玉祿曾與好友提議一起製造機器人，但卻遭到拒絕。在沒有同伴的支持的條件下，1987年，吳玉祿製造出了他的第一個機器人「吳老大」。這個機器人做工十分粗糙，走動時也搖搖晃晃，但製造它的經歷卻讓吳玉祿迷上了機器人製造。
1989年，在製造他的機器人「吳老二」時，吳玉祿誤將一根雷管當作電池拿回了家中，並引發了爆炸。他的左手被爆炸炸傷，並留下了後遺症。因他很少幹農活，所以被村裏人認爲「不務正業」，他家農田裏的收成也比別人少很多。
1999年，吳玉祿又在製造機器人的過程中，因忘記關掉變壓器，導致家中電路短路並引發了火災。他家的房子在這場火災中被燒毀。事後，迫於妻子的壓力，他被迫停止了對機器人的研究。但他仍然在私底下造他的機器人。2002年，吳玉祿帶着他的機器人參加了湖南衛視主辦的「全國農民科技之星大獎賽」，並在是次比賽中問鼎，自此引發公眾關注。
2010年，吳玉祿帶着他的機器人參加了上海世博會。
2011年的報道稱，吳玉祿已成爲一家有50名工人的工廠的老闆，且已有企業家準備將他的機器人用於工業生產中。截至2013年，他已製造了62個機器人。他製造的機器人可以做家務、拉車，甚至與人下棋。

## 評價
BBC的記者馬丁·佩興斯在他的報道中認爲，「吳玉祿的精神可能改變中國」。但是，他同時也對「中華人民共和國的專制政府能否為這些不甘隨大流的夢想家提供施展的空間」這點提出了質疑。
吳玉祿被人評價爲「平民愛迪生」、「農民工程師」。
一位吳玉祿的客戶因吳玉祿未能及時製造出他想要的機器人，而認爲吳玉祿「根本沒有能力造機器人，只是在炒作自己」。

## 個人生活
吳玉祿在1987年與妻子董淑豔結了婚。他們兩人育有兩子。兩個兒子都是吳玉祿設計機器人的幫手。

## 外部連結
- 吳玉祿的機器人 香港電臺（页面存档备份，存于）